# Rally Shalymar de 1980
El Rally Shalymar de 1980, oficialmente 12.º Rally Shalymar, fue la decimosegunda edición y la vigésimo segunda ronda de la temporada 1980 del Campeonato de España de Rally. Fue también puntuable para el campeonato de Castilla. Se celebró del 6 al 7 de diciembre y contó con un itinerario de veintitrés tramos.
La última prueba del campeonato de España tuvo como claro dominador a Jorge Bagration que sumó la última victoria de la temporada aunque no supuso ningún cambio en la clasificación. Estuvo acompañado en el podio por Isidro Oliveras y Fombona que mantuvieron una lucha por la segunda plaza muy apretada. Fue sin embargo decisivo para el campeonato de Castilla donde tres pilotos, Alfonso Sangrador, Alfredo del Águila y Rafa Peñalva se jugaban el título. El primero y máximo favorito abandonó en el primer tramo tras salirse de la pista y sin poder regresar. Del Águila también tuvo problemas desde el principio, se le paró el coche en un tramo, tuvo problemas con el alternador y terminó sin un cilindro. A pesar de ello venció en la categoría por delante de Peñalva cuyas opciones pasban por vencer en el grupo 1 y que su rival no terminara.

## Itinerario
| Día   | Etapa | Tramo | Nombre                    | Hora  |
| ----- | ----- | ----- | ------------------------- | ----- |
| Día 1 | 1     | TC1   | Madrid (Parque del Oeste) | 17:31 |
| Día 1 | 1     | TC2   | Keeper                    | 18:33 |
| Día 1 | 1     | TC3   | Diario 16                 | 19:07 |
| Día 1 | 1     | TC4   | Radisa                    | 19:22 |
| Día 1 | 1     | TC5   | C.S.                      | 19:31 |
| Día 1 | 1     | TC6   | Las Navas del Marqués     | 20:16 |
| Día 1 | 1     | TC7   | Keeper 2                  | 20:48 |
| Día 1 | 1     | TC8   | Diario 16 2               | 22:09 |
| Día 1 | 1     | TC9   | Radisa 2                  | 22:24 |
| Día 1 | 1     | TC10  | Repsol                    | 22:33 |
| Día 1 | 1     | TC11  | El Espinar                | 23:11 |
| Día 1 | 1     | TC12  | Seat                      | 23:51 |
| Día 2 | 2     | TC13  | Guadarrama                | 02:01 |
| Día 2 | 2     | TC14  | Rothmans                  | 02:45 |
| Día 2 | 2     | TC15  | Kleber                    | 03:04 |
| Día 2 | 2     | TC16  | Torrelaguna               | 03:35 |
| Día 2 | 2     | TC17  | El Berrueco               | 03:54 |
| Día 2 | 2     | TC18  | Agip                      | 04:36 |
| Día 2 | 2     | TC19  | Kleber 2                  | 05:49 |
| Día 2 | 2     | TC20  | Guadalix                  | 06:04 |
| Día 2 | 2     | TC21  | El Berrueco - Torrelaguna | 06:35 |
| Día 2 | 2     | TC22  | El Molar                  | 07:00 |
| Día 2 | 2     | TC23  | Agip 2                    | 07:25 |

## Clasificación final
| Pos. | Piloto                 | Copiloto      | Automóvil         | Tiempo  | Diferencia |
| ---- | ---------------------- | ------------- | ----------------- | ------- | ---------- |
| 1.   | Jorge de Bagration     | Nuria Llopis  | Lancia Stratos HF | 1:18:08 | 0.0        |
| 2.   | Isidro Oliveras        | Manuel Vidal  | Lancia Stratos HF | 1:20:34 | +2:26      |
| 3.   | «Fombona»              | Luis Menéndez | Fiat 131 Abarth   | 1:20:36 | +2:28      |
| 4.   | Ricardo MUñoz          | Chefo Abella  | SEAT 124-2000     | 1:21:11 | +3:03      |
| 5.   | Carlos Alonso-Lamberti | Jaime Gil     | Opel Kadett GT/E  | 1:22:49 | +4:41      |
| 6.   | José Antonio Huete     | Paloma Ortiz  | SEAT 124-2000     | 1:25:4  | +7:38      |
| 7.   | Bernardo Cardín        | Raúl Gancedo  | Fiat 131 Abarth   | 1:26:13 | +8:05      |
| 8.   | «Daniel»               | «Lescona»     | SEAT 124-2000     | 1:27:50 | +9:42      |
| 9.   | José Antonio Zorrilla  | Begoña Kaibel | SEAT 124-1800     | 1:28:06 | +9:58      |
| 10.  | Rafael Peñalva         | Jorge Suárez  | SEAT 124-1800     | 1:28:13 | +10:05     |